# Skogssjön (Örby socken, Västergötland)
Skogssjön är en sjö i Marks kommun i Västergötland och ingår i Viskans huvudavrinningsområde.